# Platyhystrix
Платигістрикс (Platyhystrix, буквально «плоский їжатець») — викопний земноводний з групи Темноспондили з характерним «вітрилом» вдовж спини, чим нагадувала існуючих в той же час диметродона та едафозавра. Жив в пізньому карбоні і ранньому пермі, близько 300 мільйонів років тому.

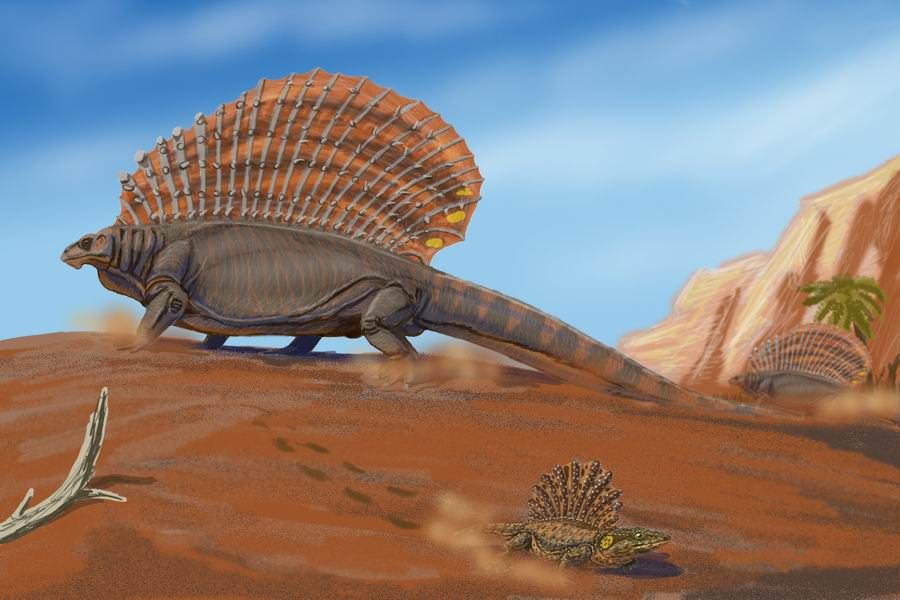
Platyhystrix (маленький на передньому плані) та Edaphosaurus

Очевидно, Platyhystrix часто ставав жертвою великих темноспондилів, таких, як еріопс, а також великих мясоїдних рептилій, які стали більше різними в сухому кліматі пермського періоду. Череп платигистрикса був великим і масивним, а морда нагадувала морду жаби. Тіло було компактним, довжиною до 1 м (включаючи хвіст). Короткі та сильні лапи розказують про те, що спосіб життя був в основному наземним.
Структура тіла була незвичайною: спинні хребці були сильно подовженими, очевидно, утворюючи «вітрило», покрите шкірою. Така особливість забезпечувала терморегуляцію, як і у його сучасників — пелікозаврів. Спина плагитистрикса була покрита товстими твердими пластинами, як у какопса.